# 双岔河镇
双岔河镇，是中华人民共和国黑龙江省绥化市绥棱县下辖的一个乡镇级行政单位。

## 行政区划
双岔河镇下辖以下地区：
双东村、双泉村、民主村、立新村、双兴村、前锋村、永生村和富民村。